# 12-cm-Festungsminenwerfer 1959
Der 12 cm Festungsminenwerfer 1959 (12 cm Fest Mw 59) ist ein Mörser der Schweizer Armee, der in Bunkern verbaut ist. Er wurde von der Eidgenössischen Waffenfabrik W+F in Bern entwickelt und produziert.

## Entwicklung
Im Jahr 1948 entstanden in der Kriegstechnischen Abteilung (KTA) (die spätere Gruppe für Rüstungsdienste) vom Eidgenössischen Militärdepartements (EMD; seit 1998: VBS) erste Studien für einen Festungsminenwerfer mit Kaliber 12 cm. Dieser Mörser sollte in unterirdischen Bunkern unter Panzerkuppeln installiert werden. Daraufhin erteilte die KTA der Schweizerischen Industrie-Gesellschaft (SIG) den Auftrag zur Entwicklung eines solchen Mörsers. Ende 1950 erfolgten mit einem ersten Entwurf Schiessversuche in Thun. Zeitgleich wurde ein kompletter Prototyp von dem Mehrfachminenwerfer in der Festung Dailly, bei der Galerie Aiguille (⊙) installiert. Auch erfolgte eine erste Bestellung von sechs dieser Festungsminenwerfer für die Festungstruppen. In der Festung Dailly wurden Tests und Schiessversuche mit dem Vorderlader-Mörser mit sechs Geschützrohren durchgeführt. Dabei wurden gravierende Mängel am Konzept sowie an der Technik festgestellt, und der Entwurf musste mehrfach nachgebessert werden. Schliesslich wurde das Projekt im Jahr 1958 abgebrochen.
Als sich 1955 abzeichnete, dass der Festungsminenwerfer der SIG weder serienreif noch truppentauglich würde, schaute man sich bei der Kriegstechnischen Abteilung nach einer anderen Lösung um. 1956 wurde die Waffenfabrik W+F mit der Weiterentwicklung des 12 cm Festungsminenwerfers beauftragt. Gefordert wurde ein Zwillings-Hinterlader-Mörser mit zwei Geschützrohren. Mit dem Prototyp der Waffenfabrik W+F wurden 1957 erste Schiessversuche durchgeführt. Ab 1957 erfolgten in Dailly mit dem kompletten System Schiessversuche. Nachdem im Jahr 1960 in der Festung Dailly bei einem letzten Schiessversuch 24 Granaten in 84 Sekunden abgefeuert worden waren, wurde der nun 12 cm Festungsminenwerfer 1959 bezeichnete Mörser für truppentauglich erklärt. Ab da wurden neben den sechs bereits in Auftrag gegebenen Festungsminenwerfern 112 12 cm Festungsminenwerfer in Bunkern in der Schweiz gebaut. Der letzte 12 cm Festungsminenwerfer wurde 2003 eingeweiht und der Truppe übergeben.

## Aufbau

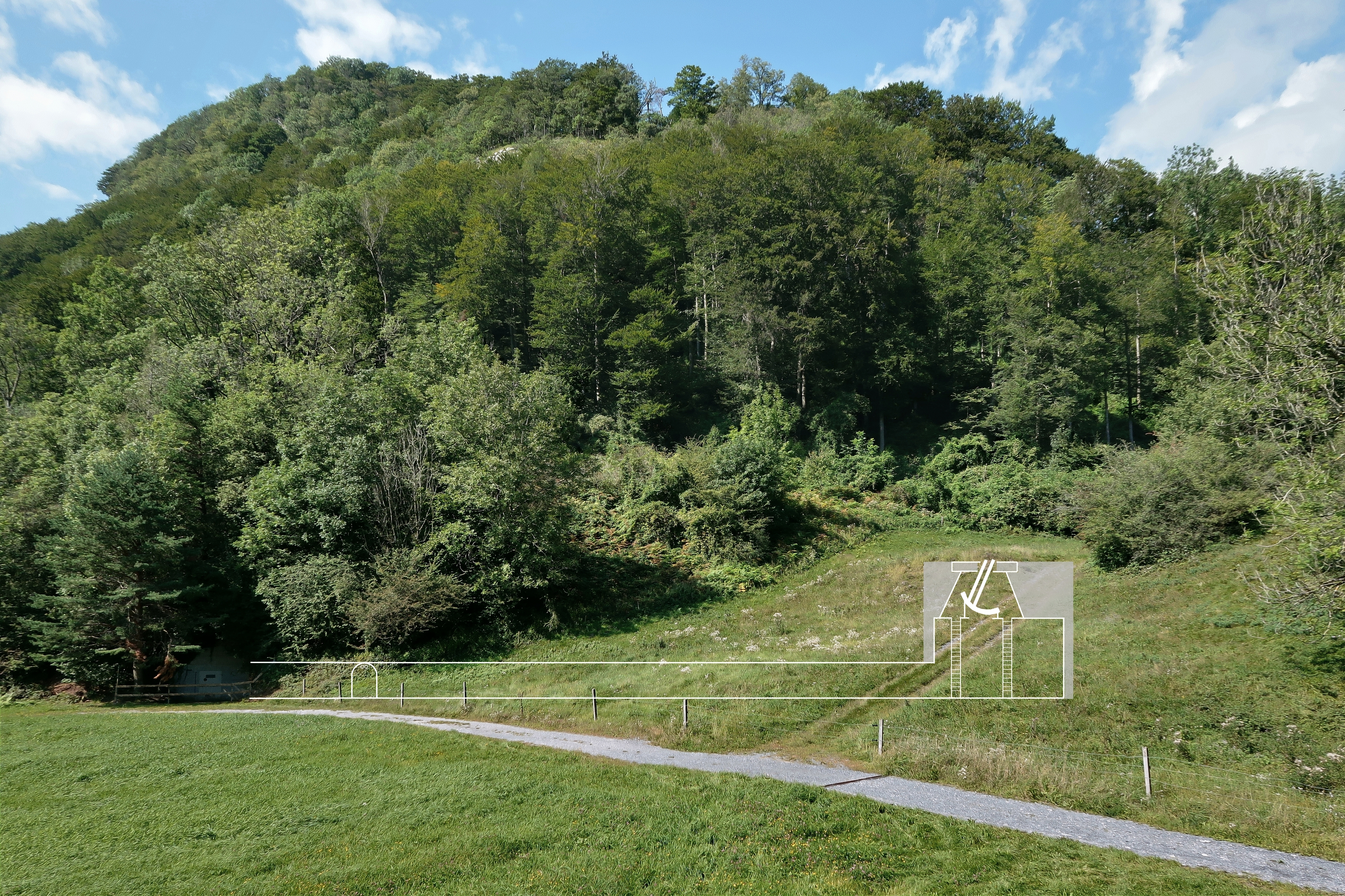
Anlagekonzept eines 12 cm Festungsminenwerfers 59 vom Typ F

Nachdem die ersten sechs 12 cm Festungsminenwerfer 1959 in bestehenden Festungen installiert waren, wurden die weiteren Exemplare in autonomen, unterirdischen Bunkern (Monoblock) verbaut. In diesem sind die Feuerleitstelle, Übermittlungsmittel (Feldtelefon, Drahtnetz), Munition, Versorgungsgüter sowie die Bedienungsmannschaft untergebracht. Die Kosten für einen kompletten 12 cm Festungsminenwerfer beliefen sich je nach Bauform auf 5–7 Millionen CHF. Es entstanden die folgenden Versionen, die sich baulich sowie waffentechnisch unterscheiden:
- 12 cm Festungsminenwerfer 59
- 12 cm Festungsminenwerfer 59/83
- 12 cm Festungsminenwerfer 59/85
- 12 cm Festungsminenwerfer 59/86

## Bunker

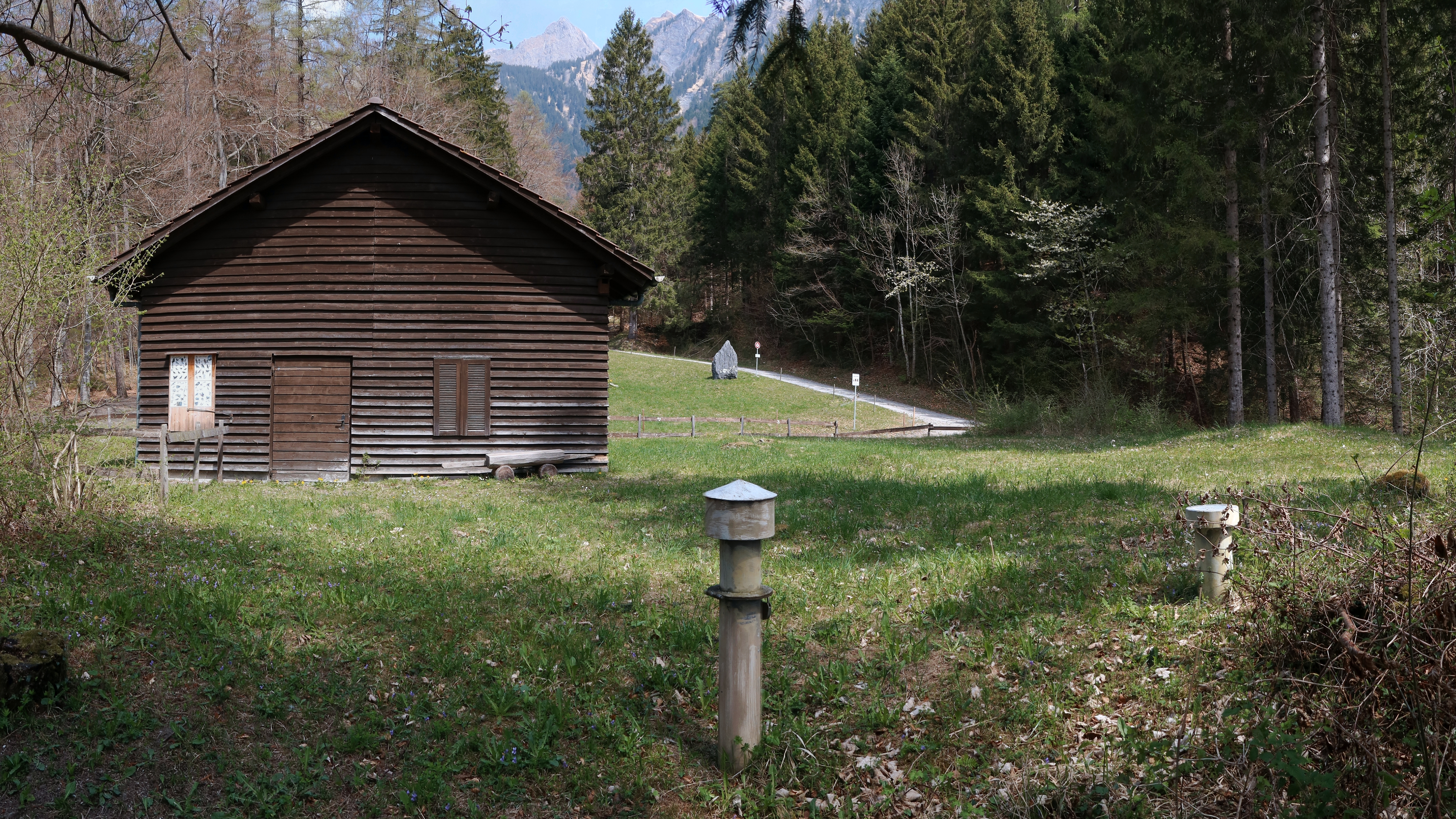
Einstiegsbaracke eines 12 cm Festungsminenwerfers 59

Die Bunker wurden aus Stahlbeton erstellt und befinden sich, mit Erdreich und Felsblöcken bedeckt, unter der Erdoberfläche. Sie sind geschützt gegen die Wirkung von CBRN-Waffen sowie gegen den elektromagnetischen Impuls von Kernwaffenexplosionen. Die Elektrizitätsversorgung erfolgt über einen Anschluss an das öffentliche Stromnetz. Ist dieses nicht verfügbar, kommt ein Stromerzeugungsaggregat zum Einsatz. Das Waffensystem kann auch mit Hilfe von Druckluftflaschen und mit Muskelkraft betrieben werden. Fast alle Bunker haben einen rechteckigen Grundriss und bestehen im Groben aus den folgenden Räumen: Luftschleuse mit Panzertor, Maschinenraum, Feuerleitstelle mit dem Festungsartillerie-Feuerleitsystem 91 (früher «Intaff» und «Fargof»), Unterkunftstrakt, Laborierraum, Munitionsmagazin und dem Geschützraum. Dieser hat eine kreisförmige Grundrissfläche und in diesem ist der Zwillings-Mörser verbaut. Das Dach des Geschützraums ist als Panzerkuppel aus Stahl ausgebildet und hat oben zwei Öffnungen für die Mörserrohre. Sind die Mörserrohre eingefahren, so sind diese Öffnungen mit einer massiven Abdeckung aus Stahl verschlossen. Mancherorts ist auf dieser Abdeckung eine zusätzliche Tarnung angebracht. Wird der Zwillings-Mörser feuerbereit gemacht, wird die Abdeckung zur Seite geschwenkt. Dies erfolgt hydraulisch oder pneumatisch. Die Mörserrohre werden dann rund 15 cm ausgefahren. Die Panzerkuppel mit den ausgefahrenen Mörserrohren bilden nur eine sehr kleine Zielfläche. Die Bunker wurden über die Jahre hinweg in verschiedenen Versionen und Ausbaustufen gebaut, bei denen laufend der Schutzgrad, die Feuerleitung sowie die Autonomie verbessert wurden.
| Typ   | Baujahr   | Bemerkung                                                                                             | Anzahl Bunker |
| ----- | --------- | --- | ------------- |
| Typ 0 | 1959–1965 | Felswerke, bei den Festungen Savatan (2 Mw), Dailly (1 Mw), Foppa Grande (1 Mw) & Fort Bäzberg (2 Mw) | 6             |
| Typ A | 1967–1971 | Felswerke, Versuchsanlagen                                                                            | 2             |
| Typ B | 1963–1970 | Sechseckiger Grundriss ohne Einstiegsbaracke und Unterkunft, mit Atomschutzunterstand (ASU)           | 10            |
| Typ C | 1970–1975 | Rechteckiger Grundriss, mit 2 Stockwerken, Einstieg über Treppe in Einstiegsbaracke                   | 3             |
| Typ D | 1972–1984 | Rechteckiger Grundriss, mit 1 Stockwerk, Einstieg über Treppe mit oder ohne Einstiegsbaracke          | 19            |
| Typ E | 1982–1987 | Mittelgrosser Grundriss, mit 1 Stockwerk, Einstieg über Treppe in Einstiegsbaracke                    | 18            |
| Typ F | 1985–2001 | Kleiner Grundriss, mit 1 Stockwerk, Einstieg und Notausgang horizontal                                | 60            |

Daten aus

## Waffe

### Mörser
Der Zwillings-Mörser hat zwei  von hinten zu ladende Mörserrohre im Kaliber 12 cm mit  Schraubenverschluss. Die beiden Rohre mit einer Länge von 2,0 m (ohne Verschluss) sind auf einer Ständerlafette (Kastenlafette) mit Höhenrichtbogen montiert. Das Richten der Mörserrohre und die Schussauslösung geschehen mechanisch und pneumatisch. Die Munitionszuführung erfolgt über ein halbautomatisches Ladesystem mit zwei Ladearmen. Werden die Ladearme mit den Granaten durch den Kanonier angehoben, wird der Vorlauf der Verschlüsse ausgelöst. Ist der Vorlauf beendet, können die Granaten in die Verschlüsse eingefügt werden. Danach werden die Verschlüsse verriegelt und die Schlagbolzen gespannt. Am Ende dieser Verriegelung werden die Schlagbolzen ausgelöst, und die Schussabgabe erfolgt. Um das Eindringen von Verbrennungsgasen (Schiessgase) in den Bunker zu verhindern, werden die Geschützrohre mit Druckluft ausgeblasen. Durch die drehbare Lafette erreicht der 12 cm Festungsminenwerfer einen Seitenrichtbereich von 360°. Die praktische Kadenz liegt bei rund 16 Granaten pro Minute, die technisch höchstmögliche Kadenz bei 20 Granaten pro Minute. Die maximale Schussdistanz beträgt rund 8,8 km.

### Munition
In den Munitionsmagazinen der Festungsminenwerfer-Bunker können bis zu 3500 12-cm-Minenwerfer-Wurfgranaten gelagert werden. Der 12-cm-Festungsminenwerfer 1959 kann sämtliche Granaten der 12-cm-Minenwerfer der Schweizer Armee verschiessen. Dabei können an den Granaten bis zu acht zusätzliche Treibladungen angebracht werden. Der 12-cm-Festungsminenwerfer 1959 verwendet die folgenden Mörsergranaten:
| Bezeichnung                                       | Abkürzung               | Geschosstyp         |
| ------------------------------------------------- | ----------------------- | ------------------- |
| 12 cm Minenwerfer Wurfgranate 88                  | 12 cm Mw WG 88          | Sprenggranate       |
| 12 cm Minenwerfer Wurfgranate 93                  | 12 cm Mw WG 93          | Sprenggranate       |
| 12 cm Minenwerfer Wurfgranate 95                  | 12 cm Mw WG 95          | Sprenggranate       |
| 12 cm Minenwerfer Rauch-Brand-Granate 61          | 12 cm Mw R Br G 61      | Rauch-Brand-Granate |
| 12 cm Minenwerfer Beleuchtungsgeschoss 76         | 12 cm Mw Bel G 76       | Leuchtgranate       |
| 12 cm Minenwerfer intelligentes Geschoss 96 STRIX | 12 cm Mw int G 96 STRIX | Suchzünder-Munition |
| 12 cm Minenwerfer Kanistergeschoss 98             | 12 cm Mw KaG 98         | Cargogeschoss       |

In Friedenszeiten wird mit Explosiv-Übungs-Granaten (12 cm EUG) geübt, welche weniger Sprengstoff enthalten. Das 12-cm-Minenwerfer-Kanistergeschoss 98 enthielt 32 Hohlladungs-Bomblets und wurde mit dem Beitritt der Schweiz zum Übereinkommen über Streumunition ab 2013 ausgesondert. Die 12-cm-Minenwerfer-Wurfgranate 61 (12 cm Mw WG 61) und die 12-cm-Minenwerfer-Wurfgranate 71 (12 cm Mw WG 71) wurden bereits zu einem früheren Zeitpunkt ausgesondert.

## Besatzung
Die Besatzung eines 12-cm-Festungsminenwerfer-59-Bunkers besteht aus einem Zug mit einer Personalstärke von 16–28 Mann: 1 Offizier, 3–5 Unteroffizieren und 12–22 Soldaten. Die Besatzung kann in dem Bunker für eine bestimmte Zeit (Tage, Wochen) autonom überleben.

## Einsatzkonzept
Insgesamt wurden 112 12-cm-Festungsminenwerfer-59-Bunker in der Schweiz gebaut (plus 6 in Festungen). Diese sind über die ganze Schweiz, im Mittelland, im Jura, in den Voralpen, und in den Schweizer Alpen verteilt. Dabei besteht eine Konzentration von Anlagen an der Schweizer Grenze, an den wichtigen Verkehrsachsen sowie in den Festungsgebieten St. Maurice, Gotthard und Sargans. Während des Kalten Kriegs ersetzten und ergänzten sie bestehende Festungsanlagen der Schweizer Armee. Vielerorts ersetzten sie auch die 8,1-cm-Festungsminenwerfer 1956/60. Während des Kalten Kriegs sollten die 12 cm Festungsminenwerfer 59 im Rahmen der Feuerunterstützung auf Stufe Bataillon und Regiment eingesetzt werden. Dabei sollten sie auch Schlüsselgelände und sog. «passages obligés» unter Feuer nehmen.

## Status
Die ersten sechs 12 cm Festungsminenwerfer wurden 1995 deaktiviert. Dabei handelte es sich um die ältesten Anlagen, die nicht auf einen neueren Ausbaustand nachgerüstet wurden. Mit der Armeereform Armee XXI wurden die Festungstruppen ab dem Jahr 2003 abgeschafft. Dabei wurden ab 2011 die letzten noch vorhandenen Festungsanlagen mit den 15,5 cm Festungskanonen 93 L52 BISON, den 10,5 cm Centi Bunkern und den 12 cm Festungsminenwerfern deaktiviert. Seit 2013 gibt es kein Personal mehr, das die 12 cm Festungsminenwerfer bedienen kann. Nachdem der Rückbau der Festungsminenwerfer vorübergehend gestoppt worden war, erfolgte im Jahr mit der Verabschiedung der Armeebotschaft 2018 der definitive Entscheid zum Abbruch der Festungsminenwerfer. Die Anlagen werden gemäss der Armasuisse gruppenweise aus der Geheimhaltung entlassen. Beim Rückbau werden zuerst der Zwillings-Mörser, die Munition sowie die Inneneinrichtungen entfernt und danach werden die Bunker abgerissen. Einige Bunker werden, nachdem sie ausgeräumt sind, an Gemeinden und Vereine verkauft.
Im Zusammenhang mit dem russischen Überfall auf die Ukraine 2022 fordern einzelne Politiker sowie Miliz- und Militärverbände die Unterbrechung des Rückbaus der 12 cm Festungsminenwerfer. Dabei soll geprüft werden, ob die noch verbliebenen Anlagen nicht wieder in die Schweizer Armee zurückgeführt werden können.
Im Spätsommer 2023 gab der Armeechef Korpskommandant Thomas Süssli in einem Interview der TX Group bekannt, dass Armasuisse Immobilien den Verkauf der Festungs- und Bunkeranlagen gestoppt hat. Man überprüfe nochmals den ganzen Katalog der Führungs- und Kampfanlagen. Dazu sollen auch jene gehören, die schon deklassifiziert sind, deren Standorte also bekannt seien.